# Vente forcée
La vente forcée, aussi appelée vente sans consentement préalable, est la vente d'un produit ou d'un service à une personne qui n'a pas souhaité cette vente. Elle peut se produire, typiquement, par l'envoi (sans commande préalable) d'un produit, dont le prix est ensuite exigé, ou par une prestation de service qui n'était pas comprise initialement comme étant payante. En France, la vente forcée entre dans le cadre des pratiques commerciales déloyales, et lorsqu'elle concerne des biens et marchandises, elle est réprimée par l'article R. 635-2 du code pénal.